# Manu González Márquez

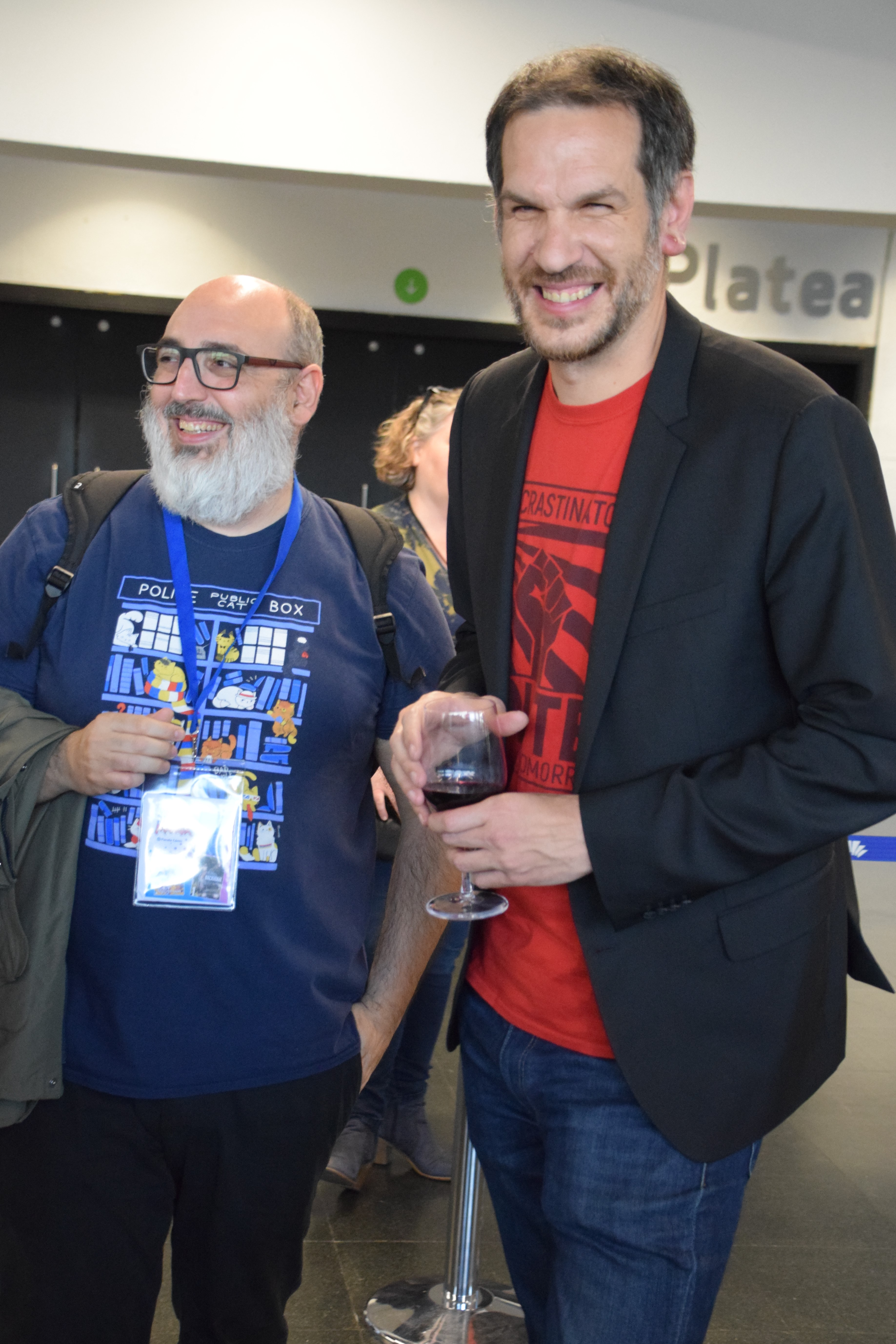
Manu González amb Oriol Estrada a la festa del 40è aniversari del Saló del Còmic de Barcelona (2022).

Manu González Márquez (L'Hospitalet de Llobregat, 1974) és un periodista, crític i divulgador cultural català. És expert en còmic, música electrònica, literatura fantàstica i de ciència-ficció.

## Biografia
Els primers còmics que va llegir en la infantesa foren exemplars de Mortadelo, Zipi i Zape i demés còmics pertanyents a l'escola Bruguera. Pel que fa al primer còmic de supeherois, el va marcar especialment el còmic de Spider-Man Nothing can stop the Juggernaut! (1982), en la seva versió publicada per Forum, amb guió de Roger Stern i dibuix de John Romita Jr.
Professionalment, va mantenir una estable relació amb la revista Go Mag, de la qual fou redactor en cap al llarg de dotze anys, fins a la seva desaparició el 2013. També, ha col·laborat amb altres publicacions com Qué Leer, El Periódico, l'Ara o El País de las Tentaciones, entre moltes altres.
És autor de nombrosos llibres de divulgació, sobre còmic, superherois, fantasia i ciència-ficció.

## Obra (selecció)
- Dioses, héroes y superhéroes: Los superhéroes, la religión, la mitología y las leyendas (en castellà).  Redbook, 2016. ISBN 978-8494596148.
- Cómics de los 80: La década que lo cambió todo (en castellà).  Look, 2018. ISBN 978-8494826863.
- Ciudades fantásticas y dónde encontrarlas (en castellà).  Robinbook, 2018. ISBN 978-8494826818.
- Criaturas fantásticas (en castellà).  Look, 2018. ISBN 978-8494826849.
- Villanos Fantásticos: Los Personajes más viles de la historia en la literatura, el cine y los cómics (en castellà).  Look, 2019. ISBN 978-8412081282.
- Cómics de los 90: Una nueva generación (en castellà).  Look, 2021. ISBN 978-8418703171.[6]
- Steampunk - Fantasía y ciencia ficción retrofuturista (en castellà).  Redbook, 2022. ISBN 978-8418703423.